# Coole (ort i Irland)
Coole (iriska: An Chúil) är en ort i republiken Irland.   Den ligger i grevskapet An Iarmhí och provinsen Leinster, i den centrala delen av landet, 80 km nordväst om huvudstaden Dublin. Coole ligger 78 meter över havet och antalet invånare är 277.
Terrängen runt Coole är platt. Runt Coole är det glesbefolkat, med 15 invånare per kvadratkilometer. Närmaste större samhälle är An Muileann gCearr, 18,6 km söder om Coole. Trakten runt Coole består i huvudsak av gräsmarker.